# Anomalomma
Anomalomma Simon, 1890 è un genere di ragni appartenente alla famiglia Lycosidae.

## Distribuzione
Le 3 specie note di questo genere sono state reperite in Pakistan, sull'isola di Giava e nello Zimbabwe.

## Tassonomia
Questo genere non è sinonimo anteriore di Lisania Thorell, 1890, a seguito di un lavoro degli aracnologi Lehtinen & Hippa del 1979.
Non sono stati esaminati esemplari di questo genere dal 2006.
Attualmente, a luglio 2016, si compone di 3 specie:
- Anomalomma harishi Dyal, 1935 — Pakistan
- Anomalomma lycosinum Simon, 1890[2] — Giava
- Anomalomma rhodesianum Roewer, 1960 — Zimbabwe

### Specie trasferite
- Anomalomma cinctipes Simon, 1898; trasferita al genere Venonia Thorell, 1894[1].
- Anomalomma harishi Dyal, 1935; trasferita al genere Anomalosa Roewer, 1960
- Anomalomma kochi Simon, 1898; trasferita al genere Anomalosa Roewer, 1960
- Anomalomma micans Simon, 1898; trasferita al genere Venonia Thorell, 1894
- Anomalomma muju Chrysanthus, 1967; trasferita al genere Venonia Thorell, 1894
- Anomalomma pygmaeum (Thorell, 1890); trasferita al genere Lysania Thorell, 1890